# 하타케야마 바쿠
하타케야마 바쿠(일본어: 畠山 麦 はたけやま ばく[*], 1944년 6월 18일 ~ 1978년 7월 13일)는 일본의 배우였다. 본명은 하타케야마 아키오(일본어: 畠山 昭夫 はたけやま あきお[*])이다. 아시 프로덕션 소속이었다.

## 생애
고등학교를 졸업한 뒤 와세다 대학에 다니다가 중퇴하였고, 육상자위대에 입대하였다. 그 후 배우가 되기를 열망하여 TBS 드라마 "유도 일직선"이나 "어텐션 플리즈" 등 여러 TV 드라마에 출연하였다. 1971년에는 "거츠 준"에서 포수인 노지마(野島) 역으로 출연했다.
1975년에는 "비밀전대 고레인저"에서 킬레인저 오이와 다이타(大岩大太) 역으로 출연하였다. 당초 하타케야마는 만화가 스가야 미쓰루의 사촌이 운영하던 연예 사무소에 소속되어 있었으며, 스가야가 갓 상경하였을 때의 친구였다. 하타케야마가 단편영화 "핑거 5의 대모험"(감독 이시노모리 쇼타로, 도에이)에 막 출연하고 났을 당시, 스가야는 "사나다 십용사" 제작 협의를 위해 이시노모리의 집에 방문했다. 이때 마침 이시노모리의 매니저가 도에이의 프로듀서였던 히라야마 토오루로부터 "비밀전대 고레인저"의 캐스팅에 대하여 상담을  받는 참이었는데, 스가야는 이 말을 듣고 의도적으로 이시노모리에게 말을 걸면서 하타케야마의 이름을 거론했다. 매니저가 이것을 듣고 "킬레인저는 그 사람으로 괜찮지 않나?"라고 반응하여, 히라야마도 여기 동의하면서 즉시 캐스팅이 결정되었다.
1978년 7월 13일 특수 최전선 71화 촬영 중, 자신의 출연분을 남긴 채 목을 매 자살하였다. 향년 34세.